# Discografia dei Beady Eye
La discografia della rock band inglese Beady Eye consiste in due album, un EP, otto singoli e sette videoclip.
La band, fondata nel 2009, è formata dal cantante Liam Gallagher, dai chitarristi Gem Archer e Andy Bell, dal batterista Chris Sharrock e dal bassista Jay Mehler. Tutti i membri, ad eccezione di Mehler, facevano parte della rock band inglese Oasis. Il loro singolo di debutto Bring the Light è stato pubblicato nel novembre 2010, arrivando al 61º posto nel Regno Unito e all'82° in Belgio. The Roller è stato pubblicato come primo singolo ufficiale, debuttando nella classifica del top 40 nel Regno Unito, mentre in Giappone sono arrivati al top 10. Different Gear, Still Speeding, album di debutto della band, è stato pubblicato a febbraio 2011. L'album ha raggiunto il posto numero 3 nelle classifiche del Regno Unito e diventò disco d'oro grazie alla British Phonographic Industry. Dall'album sono arrivati altri tre singoli: Four Letter Word, Millionaire e The Beat Goes On.
I Beady Eye hanno pubblicato, come singolo, anche una reinterpretazione del brano Across the Universe dei Beatles.
In aprile 2013, i Beady Eye pubblicano due nuovi singoli: Flick of the Finger e Second Bite of the Apple che nella classifica inglese sono rispettivamente ai numeri 138 e 112. Il secondo album in studio BE è stato pubblicato a giugno 2013.

## Album
| Titolo                         | Dettagli | Posizione massima in classifica | Posizione massima in classifica | Posizione massima in classifica | Posizione massima in classifica | Posizione massima in classifica | Posizione massima in classifica | Posizione massima in classifica | Posizione massima in classifica | Posizione massima in classifica | Posizione massima in classifica | Vendite       | Certificazioni |
| Titolo                         | Dettagli | UK                              | AUS                             | AUT                             | BEL (FL)                        | CAN                             | IRL                             | JPN                             | NLD                             | SWI                             | US                              | Vendite       | Certificazioni |
| ------------------------------ | --- | ------------------------------- | ------------------------------- | ------------------------------- | ------------------------------- | ------------------------------- | ------------------------------- | ------------------------------- | ------------------------------- | ------------------------------- | ------------------------------- | ------------- | -------------- |
| Different Gear, Still Speeding | - Data di pubblicazione: 28 febbraio 2011 - Etichetta: Beady Eye Records, Dangerbird Records - Formato: CD, LP, digitale                 | 3                               | 18                              | 14                              | 14                              | 20                              | 3                               | 5                               | 7                               | 7                               | 31                              | - UK: 200,000 | - BPI: Oro     |
| BE                             | - Data di pubblicazione: 10 giugno 2013 - Etichetta: Beady Eye Records, Dangerbird Records, Columbia Records - Formato: CD, LP, digitale | 2                               | 81                              | —                               | 31                              | —                               | 4                               | 10                              | 37                              | 17                              | —                               | UK: 75,000    | BPI: Argento   |

## EP
| Titolo                       | Dettagli album                                                                                                 |
| ---------------------------- | --- |
| iTunes Festival: London 2011 | - Data di pubblicazione: 30 luglio 2011 - Etichetta: Beady Eye Records, Dangerbird Records - Formato: digitale |

## Singoli
| Titolo                   | Anno | Posizione massima in classifica | Posizione massima in classifica | Posizione massima in classifica | Album di derivazione                |
| Titolo                   | Anno | UK                              | BEL                             | JPN                             | Album di derivazione                |
| ------------------------ | ---- | ------------------------------- | ------------------------------- | ------------------------------- | ----------------------------------- |
| Bring the Light          | 2010 | 61                              | 82                              | —                               | Different Gear, Still Speeding      |
| Four Letter Word         | 2011 | 114                             | —                               | —                               | Different Gear, Still Speeding      |
| The Roller               | 2011 | 31                              | 65                              | 8                               | Different Gear, Still Speeding      |
| Millionaire              | 2011 | 71                              | —                               | 93                              | Different Gear, Still Speeding      |
| Across the Universe      | 2011 | 88                              | —                               | —                               | Singolo proveniente da nessun album |
| The Beat Goes On         | 2011 | 64                              | —                               | 56                              | Different Gear, Still Speeding      |
| Flick of the Finger      | 2013 | 138                             | 99                              | —                               | BE                                  |
| Second Bite of the Apple | 2013 | 112                             | —                               | 65                              | BE                                  |
| Shine a Light            | 2013 | —                               | 111                             | —                               | BE                                  |
| Soul Love / Iz Rite      | 2013 | —                               | —                               | —                               | BE                                  |
| Cry Baby Cry             | 2014 | —                               | —                               | —                               | Singolo proveniente da nessun album |